# Казагранди, Николай Николаевич
Николай Николаевич Казагра́нди (28 октября 1886, Кяхта, Троицкосавский округ, Забайкальская область, Российская империя — 17 июля 1921, Заин-Хурэ, Монголия) — полковник, видный деятель белого движения в Сибири.

## Участник Первой мировой войны
Окончил Троицкосавское реальное училище, также получил военное образование. Во время Первой мировой войны — офицер русской армии, поручик инженерных войск, отличился в составе Ревельского морского батальона смерти при обороне Моонзунда на Балтийском море в 1917 году.

## Командир белого отряда
После развала русской армии выехал на родину через Сибирь, однако до Кяхты так и не доехал. Участвовал в деятельности тайной офицерской антибольшевистской организации. После начала восстания против большевиков в Сибири под руководством подполковника А. Н. Гришина-Алмазова сформировал и возглавил 1-й партизанский офицерский отряд, в который первоначально вошли 72 человека. Выступил на фронт во главе отряда 7 июня 1918.
В конце июля 1918 года отряд Казагранди в составе 6-го Степного стрелкового полка участвовал в ожесточенных боях под Тобольском и Тюменью, а в начале сентября 1918 года под Камышловым — Ерёмино — Ирбитом — Алапаевском, заставивших красные войска отступить к Уральским горам. Отличившийся в ходе этих боёв Казагранди был произведён в капитаны и назначен командиром 16-го Ишимского Сибирского стрелкового полка, основой которого стал его отряд. 13 октября 1918 года полк занял город Верхотурье, спустя неделю — Турьинские Рудники.

Участник белого движения в Сибири Б. Б. Филимонов считал, что Казагранди 

был несомненно, офицером исключительного мужества и боевой доблести, обладающим к тому же и свойствами хорошего организатора в обстановке Гражданской войны. Никогда не унывающий, весьма энергичный и дисциплинированный, он, пользуясь любовью и преданностью своих подчиненных, умел прививать им эти личные свои свойства. Отряд Казагранди, благодаря неустанным заботам своего командира, редко испытывал материальные затруднения и, следуя его примеру, доблестно и всегда успешно выполнял ставимые ему боевые задачи… Имя Казагранди, как офицера и начальника, связанное со многими блестящими и лихими делами белых, приобрело в Сибири и в Приуралье широкую и вполне заслуженную большую и добрую известность.

## Командир Боевой колонны
27 октября 1918 года Казагранди был назначен командиром Боевой колонны правительственных войск, в состав входили 16-й Ишимский полк, 19-й Петропавловский полк и ряд других подразделений. В ноябре под контроль белых перешёл весь Верхотурский уезд. 30 ноября в бою под станцией Выя колонна Казагранди разгромила 3-я бригаду 29-й стрелковой дивизии Красной армии, пленив до тысячи красноармейцев и захватив большие трофеи, включая два бронепоезда (правда, один взорванный).

К концу 1918 года белые войска заняли Северный Урал, затем войска Казагранди участвовали во взятии Перми. С декабря 1918 — подполковник, с февраля 1919 — полковник. Тогда же направил начальнику 4-й Сибирской стрелковой дивизии рапорт, в котором, в частности, говорилось: 

Достаточно фронту отойти вперед от захваченного пункта на несколько десятков верст, как жители этой местности, и в особенности так называемый торгово-промышленный класс и, к сожалению, большая часть нашей интеллигенции, совершенно позабыв о прошедших ужасах большевизма и о нас, своих «избавителях», предаются спекуляции, разгулу и т. п. Совершенно забывают, что существует фронт, на обслуживание которого нужно отдать все свои силы, так как там жертвуют собой, быть может, лучшие люди за счастье дорогой родины и там куется будущее России. Такое отношение тыла к фронту вызывает вполне справедливое возмущение.

К концу февраля 1919 Боевая колонна Казагранди заняла свыше 250 населенных пунктов, от красных войск была очищена площадь свыше 1000 кв. верст. Наступление продолжилось весной. 28 марта 1919 колонна одержала победу в ожесточённом бою в районе Черновского. Частями колонны взяты в плен 4750 красноармейцев и 10 командиров, захвачены 11 орудий, 52 пулемёта и др.

## Командир дивизии
С апреля 1919 — командир 18-й Сибирской стрелковой дивизии (в составе 1-го и 2-го штурмовых полков, 1-го егерского полка, егерского батальона 7-й Сибирской стрелковой дивизии и кавалерийского дивизиона), которая была фактически им создана. Однако уже в июле 1919 был снят с поста из-за разногласий с командованием: это решение привело к падению духа дивизии и её развалу. Затем командовал отрядом во 2-й армии.

## Боевая деятельность в 1920—1921
Совершал Великий Сибирский ледяной поход вместе с казаками генерал-майора Перхурова и отрядом генерала Сукина и полковника Камбалина. На Ангаре, в феврале 1920, отряд Перхурова — Казагранди был отделён генералом Сукиным и полковником Камбалиным от своих сил из-за царившего в нём «духа партизанщины и своеволия», потери подвижности и боеспособности из-за наличия в нём большого количества беженцев. Во время отступления вверх по реке Лена в направлении Забайкалья отряд Перхурова — Казагранди был окружён красными войсками и капитулировал в обмен на обещание свободы, которое не было выполнено. Вместе с отрядом был направлен на принудительные лесозаготовительные работы в город Балаганск Иркутской губернии. Возглавил партизанский отряд из бывших колчаковцев, и в течение нескольких месяцев боролся с большевиками в тайге на юго-востоке от Иркутска. Затем отвёл свой отряд в окрестности озера Хубсугул, а позднее, под давлением красных войск был вынужден отступить в Монголию. Осень и зиму отряд в тяжелейших условиях провел в верховьях Эгийн-Гола и Селенги, выжив лишь благодаря помощи нескольких живших в этом районе русских колонистов. К середине февраля 1921 года, продвигаясь дальше на юг, отряд достиг Ван-Хурэ; к этому времени в нём было около 200 человек.

## В составе войск барона Унгерна
Во главе своего отряда присоединился к войскам барона Р. Ф. Унгерна-фон-Штернберга. Врач Н. М. Рибо (Рябухин), служивший в войсках Унгерна, вспоминал, что при первой встрече Казагранди произвел на него впечатление «интеллигентного, порядочного и образованного офицера». Предложил план кампании против Красной армии, основанный на самостоятельных действиях нескольких отрядов — сам Казагранди во главе своих подчинённых должен был наступать на иркутском направлении в сторону озера Хубсугул. При этом расчёт белого командования основывался на том, что наступление приведёт к массовому восстанию населения против советской власти и, следовательно, к огромному притоку добровольцев. Однако эти планы не осуществились — в мае отряд Казагранди, перешедший советскую границу, был разбит красной конницей и был вынужден отступить в Монголию.
Военные неудачи белых войск привели к росту конфликтов в их рядах, один из которых привёл к тому, что Унгерн отдал приказ казнить Казагранди. По некоторым данным, полковник был обвинён в хищении ценностей и забит палками до смерти. Действительной причиной гибели Казагранди могло стать его стремление к самостоятельности, неприемлемое для Унгерна.

## В литературе
- Немытов О. А., Дмитриев Н. И. «16-й Ишимский Стрелковый Полк» (Издательство УМЦ-УПИ, 2009, Екатеринбург)
- Фердинанд Оссендовский. «Звери, Люди и Боги» (Книгоиздательство Г. Л. Биркганъ, Рига,1925).
- Серебренников И. И. «Великий Отход. Рассеяние по Азии Белых Русских Армий. 1919—1923» (Издательство М. В. Зайцева, Харбин, 1936)
- Телицын В. Л. 16-й Ишимский стрелковый полк и его командир Николай Казагранди: нереализованные возможности 1919 года // Белое дело. 2-й съезд представителей печатных и электронных изданий. Резолюция и материалы научной конференции. «Белое дело в гражданской войне в России, 1917−1922 гг.». — М.: Посев, 2005.